# طابع فني
الطابع الفني أو طابع الفنان (Artistamp) (مزيج من كلمتي "artist" و"stamp") هو شكل فني يشبه طابع البريد، يُستخدم لتصوير أو إحياء ذكرى سنوية أي موضوع يختاره مُنشئه. طابع الفنان يشبه طوابع سندريلا، إذ لا يُقبل للبريد، ولكنهُ يختلف عن الطوابع المزورة أو غير القانونية، حيث لا ينوي مُنشئه عادةً الاحتيال على مكاتب البريد أو هواة جمع الطوابع.

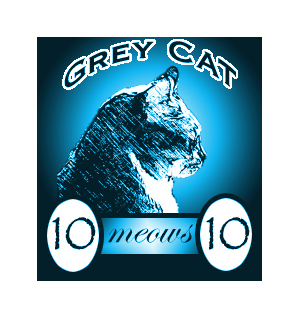
طابع فني Artistamp من تأليف إيلين مع القطط الرمادية، سنة 2005

غالبًا ما يُرفق مُبدعو "الطابع الفني" أعمالهم الفنية على بريدٍ رسمي، إلى جانب طوابع البريد السائدة والرسمية، لتزيين الظرف بفنونهم. في العديد من الدول، تُعتبر هذه الممارسة قانونية، شريطة ألا يُسوّق "الطابع الفني" على أنه طابع بريدي أصلي، أو يُحتمل الخلط بينهما. عند دمجهما معًا (وأحيانًا، في سياقٍ أقل دقة، حتى عندما لا يكون كذلك)، يُمكن اعتبار "الطابع الفني" جزءًا من فن البريد.
السخرية، والهجاء، والفكاهة، والإثارة الجنسية، وتقويض السلطة الحكومية من السمات الشائعة في فن طوابع البريد. فقد يستغل الفنانون توقع التأييد الرسمي، وهو أمرٌ متأصلٌ بالضرورة في طوابع البريد الصادرة عن السلطة الحكومية، بغرض صدم أو تقويض توقعات المشاهدين، وعادةً ما تُمثل هذه الأفعال دافعًا سياسيًا وفنيًا محددًا. ويكتفي آخرون بتصوير مواضيع أكثر حميمية، مثل القطط الصغيرة وأفراد العائلة. ويستخدم بعض الفنانين هذا الشكل لإنشاء طوابع بريد خيالية لإدارات بريدهم أو بلدانهم، مما يُسهم في كثير من الحالات في تطوير أو استكمال نظام حكومي خيالي.

## تاريخ

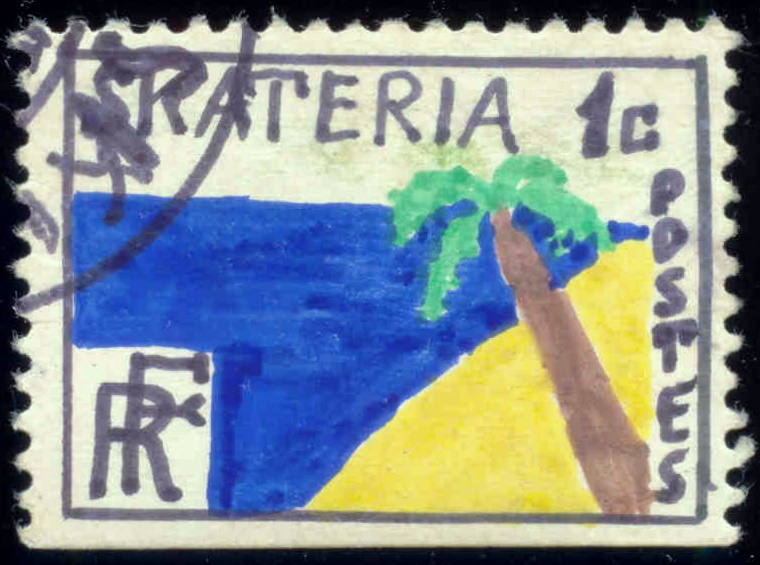
طابع فني من انتاج وتصميم ليونيد دزيبكو، ج. سنة 1971

أول فنان أنتج "طابعًا فنيًا" قابل للتفسير. لم يمضِ سنوات طويلة بعد ظهور طوابع البريد حتى رأى المصورون التجاريون في المملكة المتحدة سوقًا لصور الطوابع الشخصية التي تُدمج صورة شخصية ضمن إطار مطبوع يشبه الطوابع، مطبوعًا على أوراق مثقبة ذات ظهر لاصق. من المؤكد أنه كلف بإجراء عقد قانوني من قبل فنانين تشكيليين لأجل تصميم طوابع ملصقات (ملصقات إعلانية على شكل طوابع قابلة للتحصيل) منذ أواخر القرن التاسع عشر، ولكن يبدو أنه لم يعمل أي منهم بهذا الشكل خارج السياق التجاري أو الإعلاني.
في عام 1919، ألصق الدادائي راؤول هوسمان طابع بريد يحمل صورة ذاتية على بطاقة بريدية، ولكن نظرًا لأن الدادائي كان مناهضًا للفن بشدة (على الأقل من الناحية النظرية)، فإن تسمية هذا "طابع الفنان" يبدو غير بديهي تقريبًا.
رسم الفنان الألماني كارل شويزيج، أثناء سجنه السياسي خلال الحرب العالمية الثانية، سلسلة من الطوابع البريدية الزائفة على هوامش فارغة ومثقوبة من أوراق طوابع البريد، مستخدمًا أحبارًا ملونة. ويؤكد جاس فيلتر أن هذه السلسلة، التي صدرت عام 1941، والتي صورت الحياة في معسكر اعتقال، تُعتبر عادةً أول مجموعة طوابع حقيقية لفنان.
كان الفنان الأمريكي روبرت واتس، أحد أعضاء مجموعة فلوكسوس، أول فنان ينشئ ورقة كاملة من طوابع البريد [المزيفة] في سياق الفنون الجميلة عندما أنتج كتلة مثقبة من 15 طابعًا تجمع بين الثقافة الشعبية والإيروتيكية في عام 1961.
كان الفنان الكندي متعدد المواهب وجامع الطوابع مايكل بيدنر، الذي جعل غاية العمل في حياتهِ هو فهرسة جميع طوابع الفنانين المعروفين آنذاك، هو من صاغ كلمة طابع فني "artestamp" في عام 1982. وسرعان ما أصبحت المصطلح المفضل بين فناني البريد.
نشر الفنان كليفورد هاربر سلسلة من تصاميم طوابع البريد الفوضوية في عام 1988، والتي تضمنت صور بيرسي بيش شيلي، وإيما جولدمان، وأوسكار وايلد، وإيمليانو زاباتا، وهربرت ريد.

## الاعتراف بالشكل والتصميم الفني

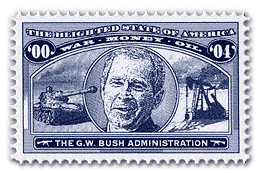
صورة تمثل حالة أمريكا المنكوبة بواسطة ورشة تويون سنة 2005

على الرغم من المعارض والتاريخ وعدد الفنانين والانتشار العالمي لحركة artistamp، فقد تجاهل هذه النزعة لفترة طويلة المؤسسات الكبرى وسخر منها كذلك المؤسسة الفنية:

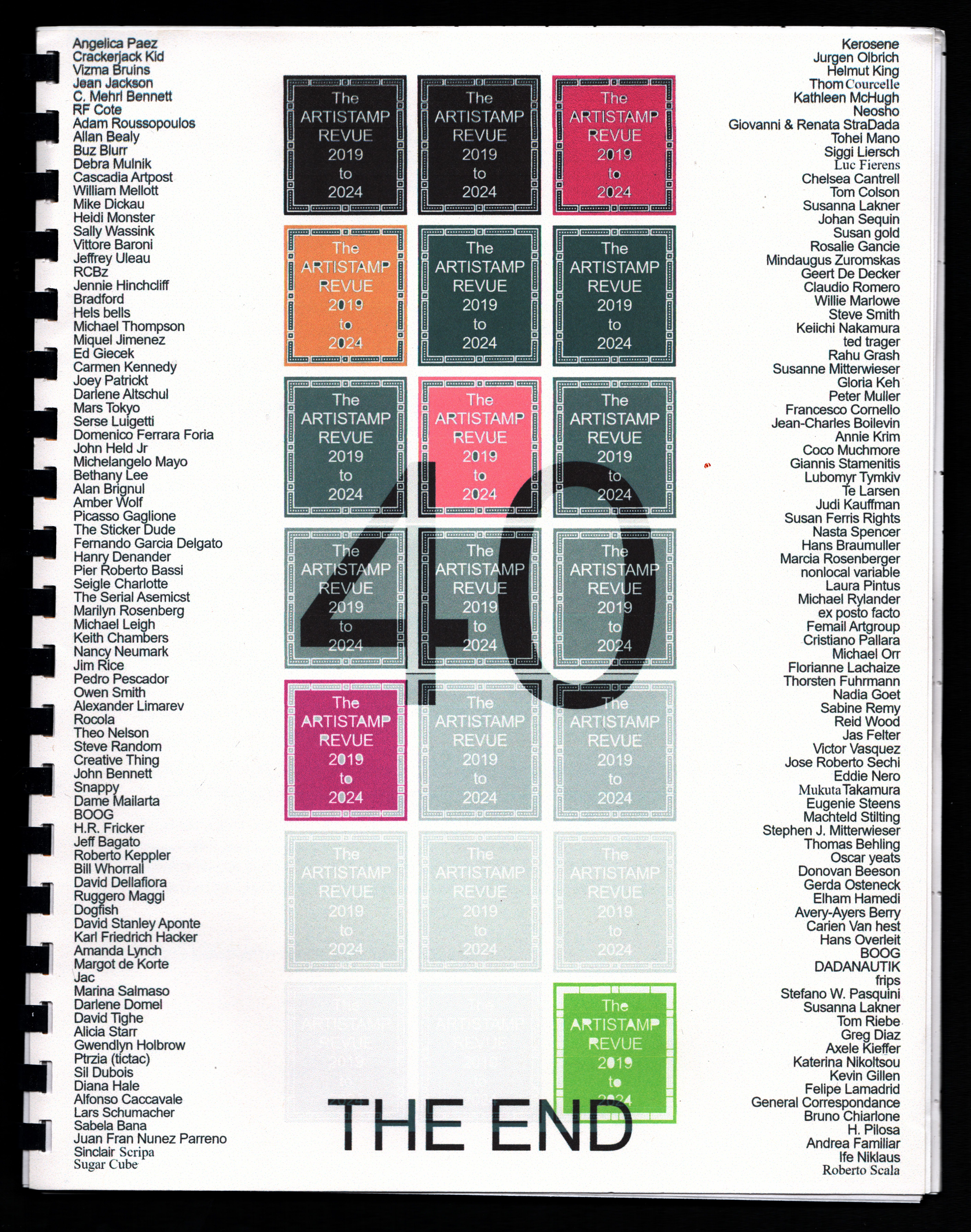
مشروع آدم روسوبولوس لأختام الفنانين الجديدة (2019-2024)

قبل وفاة بيدنر في عام 1989، حاول بيدنر التبرع بمجموعتهِ النهائية للعديد من المؤسسات الكندية الكبرى ولكن رفضت من قبل الجميع. ذهبت المجموعة في النهاية إلى Artpool، وهو مركز أبحاث فنية في بودابست عاصمة المجر، الذي نظم معرض (البريد الفني العالمي)، وهو أول معرض كبير للفنانين في أوروبا الوسطى في عام 1982، وفي عام 1987 أول معرض لطابع الفن أقيم في متحف مشهور.
عند وفاة بيدنر، تبنت صديقة بيدنر روزماري غالينجر بون رؤية بيدنر وبدأت في فهرسة الطوابع، باستخدام معايير علم الطوابع، للفنانين من أكثر من 200 فنان من 29 دولة، وتوثيق أكثر من 10000 صورة فنان. في عام 1999، أصدر Gahlinger-Beaune وBianchini قرصًا مضغوطًا بعنوان "عالم طوابع الفن"، وهو قاعدة البيانات الأكثر شمولاً للفنانين في ذلك الوقت.
أشرف فنان الوسائط المتعددة جيمس وارن "جاس" فيلتر على معرض بعنوان "طوابع الفنانين وصور الطوابع" في معرض سيمون فريزر بجامعة سيمون فريزر بكندا عام 1974، وهو أول معرض يُقدّر الطابع كوسيلة فنية. وقد جابت هذه المجموعة أوروبا وأمريكا على مدى السنوات العشر التالية، مما أدى إلى زيادة هائلة في عدد الفنانين الذين يستخدمون الطوابع كوسيلة فنية.
بدأت المصورة وفنانة الوسائط المتعددة جيني لويد سلسلة Gina Lotta Post الخاصة بها في عام 1979، وبحلول عام 1982 كانت قد أنتجت بعضًا من أوائل الصور المولدة بالحاسوب المستخدمة في طوابع الفنانين. وفي زيارة إلى Artpool في عام 1982، تعاونت مع György Galántai في قضايا الطابع الفني. في عام 1984، شاركت لويد في تنظيم حدث الفن في الفضاء في سان فرانسيسكو حيث اطلق صاروخ يحتوي على طوابع الفنان على شريحة دقيقة. وفي عام 1986، حصلت الفنانة على ورشة عمل للدراسات البصرية كفنانة مقيمة بتمويل جزئي من الصندوق الوطني للفنون في الولايات المتحدة. ولقد توج مشروعها للإقامة بـ Gina Lotta Post، وهي سلسلة من طوابع الفن مجلدة في كتاب وتتضمن مجموعة من البطاقات البريدية. وهنالك كتاب ثانٍ اصنع لوحة طوابعك الخاصة، وهو مشروع اكتمل ونشأ من نفس الورشة، وأصبح متاحًا في عام 2011.

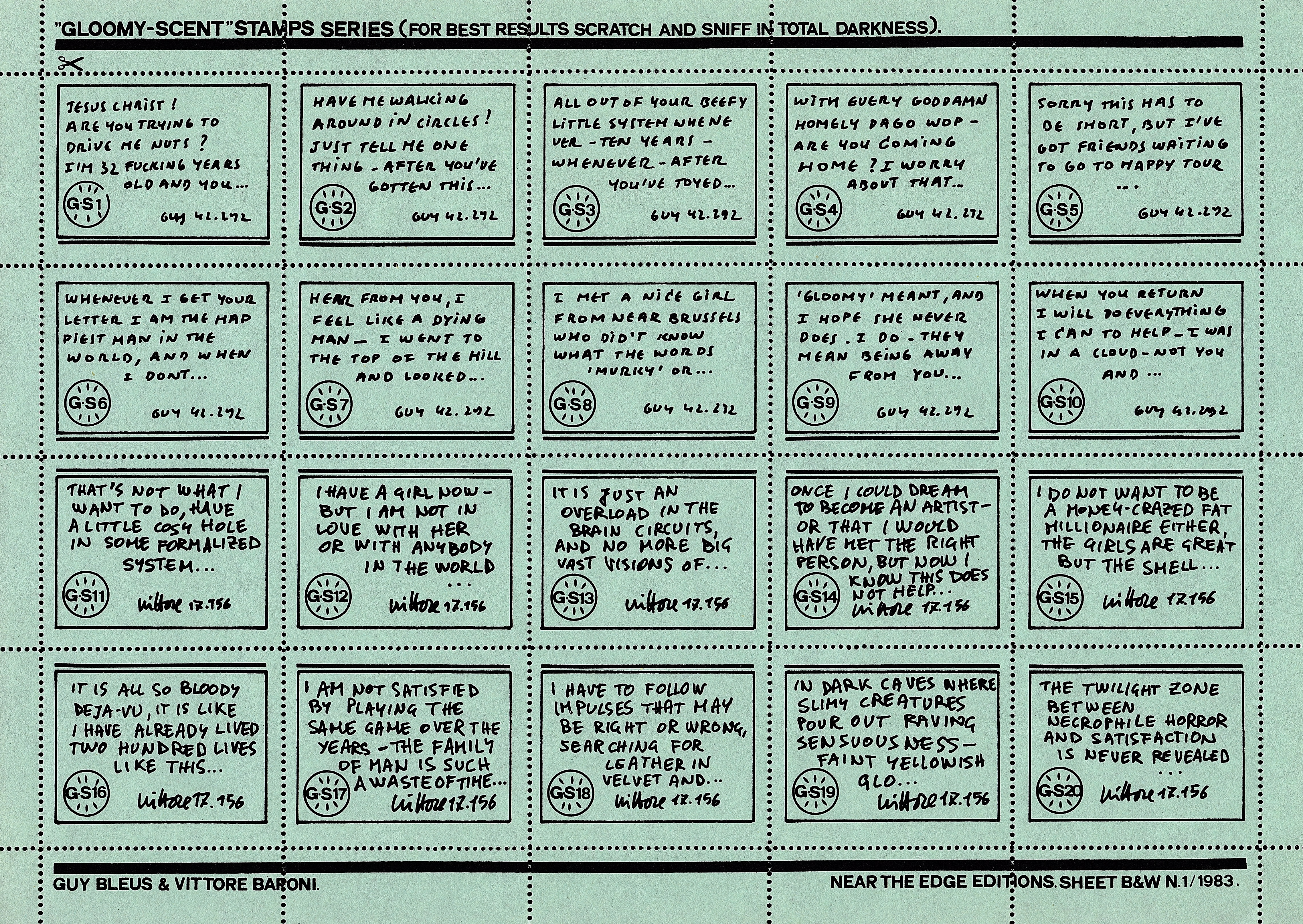
سلسلة طوابع "رائحة كئيبة" - غي بلويز وفيتوري باروني (أرشيف غي بلويز) 1983

في عام 1989، أشرف فيلتر على أول معرض دولي نصف سنوي من بين ثلاثة معارض فنية دولية في معرض ديفيدسون في سياتل.
في عام 1994، أقيم معرض برعاية البريد السويسري في متحف PTT في برن، ولقد صدر عنه نشر كتاب وأربعة طوابع فنية (من الطوابع القليلة التي طُبعت على نفقة خدمة بريدية رسمية!). شارك فيه أكثر من ستين فنانًا. كلمة "طوابع الفنانين" غير موجودة في الكتاب، بل على أحد الطوابع، من تصميم إي. إف. هيغينز.
في عام 1995، قامت باتريشيا تافينر بتنظيم أول معرض للطوابع الفنية في كاليفورنيا في جامعة كاليفورنيا، بيركلي - فرع سان فرانسيسكو. قدم المعرض أعمال حوالي 170 فنانًا من جميع أنحاء العالم.
أقيم أول معرض دولي للفنانين الطابعين في موسكو في ديسمبر 1998، كجزء من المعرض الدولي للفنون XX. ادارة وتنسيق الحدث كان من قبل ناتالي لامانوفا، ألكسندر خولوبوف وجاس فيلتر. وأدى هذا الحدث إلى ظهور "مجموعة موسكو للفنانين الطابعين" التي تضم حالياً أكثر من 700 عمل لـ 83 فناناً من 19 دولة.
من 12 نوفمبر 1999 إلى 19 يناير 2000، استضاف معهد الفنون في بوسطن معرض فن الطوابع وطوابع الفنانين. شمل العرض أوراق الطوابع الفنية من ناتاليا لامانوفا، ألكسندر خولوبوف من روسيا، فيتوري باروني، كليمنتي بادين، خوسيه كارلوس سوتو، بير سوسا و دونالد إيفانز. قامت شبكة PBS بتوثيق هذا المعرض.
للفترة بين شهري فبراير و مارس 2000: قدّم فنانون موسكو إيفان كوليسنيكوف وسيرجي دينيسوف مشروعًا مشتركًا بعنوان أزرابكا فيكا (أبجدية القرن) في غاليري سارت في موسكو. عُرضت في المعرض طوابع لأشخاص مشهورين مع وسمها بحروف من الأبجدية الروسية.
في ديسمبر 2000، عرض معرض يضم طوابع فنية من جميع أنحاء العالم في معرض الفن E. Max von Isser في كلية إلين المجتمعية، إلين، إلينوي.
عُقد المعرض "أبونا الوطن/أمنا الوطن" في المركز الدولي للمعارض في موسكو من 11 إلى 21 يوليو 2002. كان الحدث من تنظيم ناتالي لامانوفا، ألكسندر خولوبف وجاس فلتير. عُرضت هناك أعمال لـ 44 فنانًا من روسيا وكندا وألمانيا ونيوزيلندا وإسبانيا وكوريا وإيطاليا واليابان وهولندا وفنزويلا وأرمينيا والولايات المتحدة.
استضاف متحف مقاطعة سونوما في سانتا روزا، كاليفورنيا، المعرض بعنوان "البريد الحديث بعد: طوابع الفنانين الدولية" في أبريل 2003. شمل العرض أعمال 50 فنانًا من 15 دولة.
في عام 2005، افتُتح معرض محور الشر في معرض نكسس، فيلادلفيا في مارس 2005، وسافر المعرض لاحقًا إلى شيكاغو وغرين باي، ويسكونسن. نظم المعرض الفنان المقيم في شيكاغو ميخايل هيرنانديز دي لونا، وضم 127 عملًا ل47 فنان طوابع من 11 دولة. وقد بدأ مع نشر كتاب محور الشر: مثقوب ما وراء الطبيعة، الذي نشرته صحيفة كوالياتيكا.
في ربيع عام 2007، استضاف متحف بودابست للفنون الجميلة معرض ناجح بعنوان باراستامب ParaStamp: أربعة عقود من الطوابع الفنية، من فلوكسوس إلى الإنترنت. برعاية György Galántai ، قدم المعرض ما يقرب من 500 عمل اختيرت من أرشيف مركز أبحاث الفن آرت بول Artpool. تم تمثيل أكثر من 250 من أهم الفنانين العاملين في هذا النوع من الفنانين، بما في ذلك ناتالي لامانوفا، وآنا بانانا، وإد فارني، وجاي بلوس، وورشة توين، ومايكل هيرنانديز دي لونا، وستيف سميث، وفيتوري باروني، وروبرت واتس، وإتش آر فريكر، وريوسوكي كوهين، وجيني لويد، وآل براندتنر. قال Galántai في مقابلة: "تتمثل الوظيفة الجديدة التي يتمتع بها الفنان في هذا المعرض في نقل النظرة العالمية المتغيرة بشكل متفجر في مطلع الألفية". عُرض المعرض للزوار في الفترة من 23 مارس إلى 24 يونيو 2007.
في يوليو 2007، قدمت صالة مركز سوم آرتس الثقافي عرض "التعددية/التعدد: عرض فن البريد والطوابع الفنية"، بالتعاون مع فورتيس آرغنتينا، بوينس آيرس.
نظم متحف ويسر بورغ في برمن، ألمانيا، معرض "ليكني! - طوابع الفنانين منذ عقد الستينيات" من 7 يوليو 2007 حتى 2 فبراير 2008، حيث جمع أكثر من 300 عمل لعرض مجموعة عالمية من فن الطوابع. والتالي جزء من وصف المعرض:
(( حقيقة طابع الفنان أن يضع طابعهُ الخاص على حرف (فني)، هي إحدى السمات الخاصة لهذا الشكل من التعبير. جانب آخر من هذا الفن صغير الحجم هو تحديهِ لاحتكار البريد من خلال المطالبة بالأعمال الفنية المصغرة المثقبة والصمغية. لا تهدف الطوابع التي يصنعها الفنانون إلى خداع الخدمة البريدية، ولكن التشكيك في حق هذه الهيئات البريدية في تصميم الأشياء. لذلك سيكون التركيز في المعرض على ختم الفنان كتعبير عن الاستقلال وتقرير المصير. وبالتالي فإن العنوان ، (Lick me!)، ليس فقط دعوة "للبقاء ملتصقا" بهذا المعرض، بل إنهُ يجسد أيضا موقف نوع الإنسان الواثق من نفسهِ )).
جمع الفنان الحائز على جائزة تيرنر وصانع الأفلام الحائز على جائزة أكاديمية ستيف ماكوين مجموعة معرض "الملكة والوطن" الذي يتألف من طوابع تصور الجنود البريطانيين والنساء الذين قُتلوا في العراق. استضاف المتحف الوطني الاسكتلندي للفن الحديث في إدنبرة المعرض في الفترة من 3 ديسمبر 2008 حتى 15 فبراير 2009.
كان عرض سلسلة ديفيد كروجر من الطوابع الزائفة التي تنتقد إدارة بوش، التي بدأت في عام 2001، في مؤسسة كيو الفنية في تشيلسي، مانهاتن، نيويورك، من 24 أبريل إلى 31 مايو 2008.
رعت صالة جاي في سيول، كوريا، المعرض، الطوابع الفنية الأمريكية، والذي نظمهُ جون هيلد الإبن، من 19 مايو إلى 1 يونيو 2010. عرض المعرض أعمال لروبرت ووتس، دونالد إيفانس، هارلي، دوجفيش، بابلو غاجليوني، مايكل طومسون، آل أكرمان، دارلين ألتشول، مايك ديكوا وجون رينجر.
أقيم متحف جينا لوتا للطوابع الفنية، والذي نظم من قبل جيني لويد، افتتح في مايو 2010. يقع حالياً في جوبيتر، فلوريدا، بدأ جمع مجموعة المتحف في أواخر عقد السبعينات من القرن العشرين ويعرض أكثر من 4200 عمل فني من قبل أكثر من 200 منشئ ومصمم للطوابع الفنية. يمكن رؤية مختارات من المتحف عبر الإنترنت. كانت العناصر من المتحف معروضة في مركز جافي لفنون الكتاب في بوكا راتون، فلوريدا، من 15 يوليو إلى 27 أكتوبر 2010. وعرضت طوابع الفنانين من قبل هارلي، يورجن أولبريتش، ريد ألتيموس، روكولا، بيكاسو غاغليون، بوز بلور، فيتوري باروني، وجيني لويد كجزء من معرض "بديل الكربون".
في نوفمبر 2012، افتُتح متحف الفنانين المعاصرين في سياتل. أشرف على المتحف روبرت رودين (دوغفيش)، بالتعاون مع جيمس فيلتر.
في 10 نوفمبر 2012، أُقيم معرض آربيكس AARPEX (لأجل لم شمل الفنانين وهواة جمع الطوابع) في سياتل. نظّم المعرض كارل تشيو وروبرت رودين.
حظيت طوابع الفنانين بتقدير كبير في منشورات الطوابع الرئيسية، مثل Linn's Stamp News. في عام 2004، نشرت Linn's مقالًا يتناول إصدار ألبوم الطابع الفني من Twine Workshop بعنوان "The Blighted State of America"، وهو مقال ينتقد الرئيس الأمريكي آنذاك جورج دبليو بوش بشكل مباشر.
نشر كتاب من تأليف جون هيلد جونيور، Small Scale Subversion: Mail Art & Artistamps، في 11 أبريل 2015.
من عام 2019 إلى عام 2024، جمع الفنان آدم روسوبولوس أعمال فنانين معاصرين من جميع أنحاء العالم في منشوره "مراجعة فناني البريد". تضمنت المراجعة بعض الأعمال البارزة لفنانين مثل جون هيلد جونيور، وذا ستيكر دود (جويل كوهين)، وفيتوري باروني، وروجيرو ماجي، والراحل إي. إف. هيغينز الثالث، وهـ. ر. فريكر، على سبيل المثال لا الحصر. وتوسع المشروع ليشمل ٤٠ إصدارًا.

## النقد والجدل
في عام 2005، حضر عملاء جهاز الخدمة السرية الأمريكية افتتاح معرض "محور الشر" في معرض الستارة الزجاجية بكلية كولومبيا في شيكاغو. ووفقًا لكارول آن براون، مديرة المعرض، كان اهتمام العملاء منصبًا بشكل خاص على العمل الفني المعنون "قانون باتريوت" للفنان آل براندتنر المقيم في شيكاغو. يُصوّر العمل مسدسًا مُصوّبًا على رأس الرئيس جورج دبليو بوش آنذاك. وصرح توم مازور، المتحدث باسم جهاز الخدمة السرية، قائلاً: "علينا التأكد من أن هذا العمل الفني ليس سوى عمل فني ذي دلالة سياسية".
عندما افتُتح المعرض في معرضٍ بحرم جامعة ويسكونسن-غرين باي في 15 سبتمبر/أيلول 2005، أمر رئيس الجامعة بروس شيبارد بإزالة أعمال براندتنر من المعرض. وفي رسالةٍ إلى أعضاء هيئة التدريس والموظفين، قال شيبارد: "في مجتمعٍ مُعرَّضٍ للعنف، فإن استخدام هذهِ الأماكن أو غيرها للتظاهر بالدعوة إلى الإغتيال أو التلميح إليهِ ليس أمرًا يجوز لجامعة ويسكونسن-غرين باي فعله".

## عملية طباعة وتصميم الطابع الفني

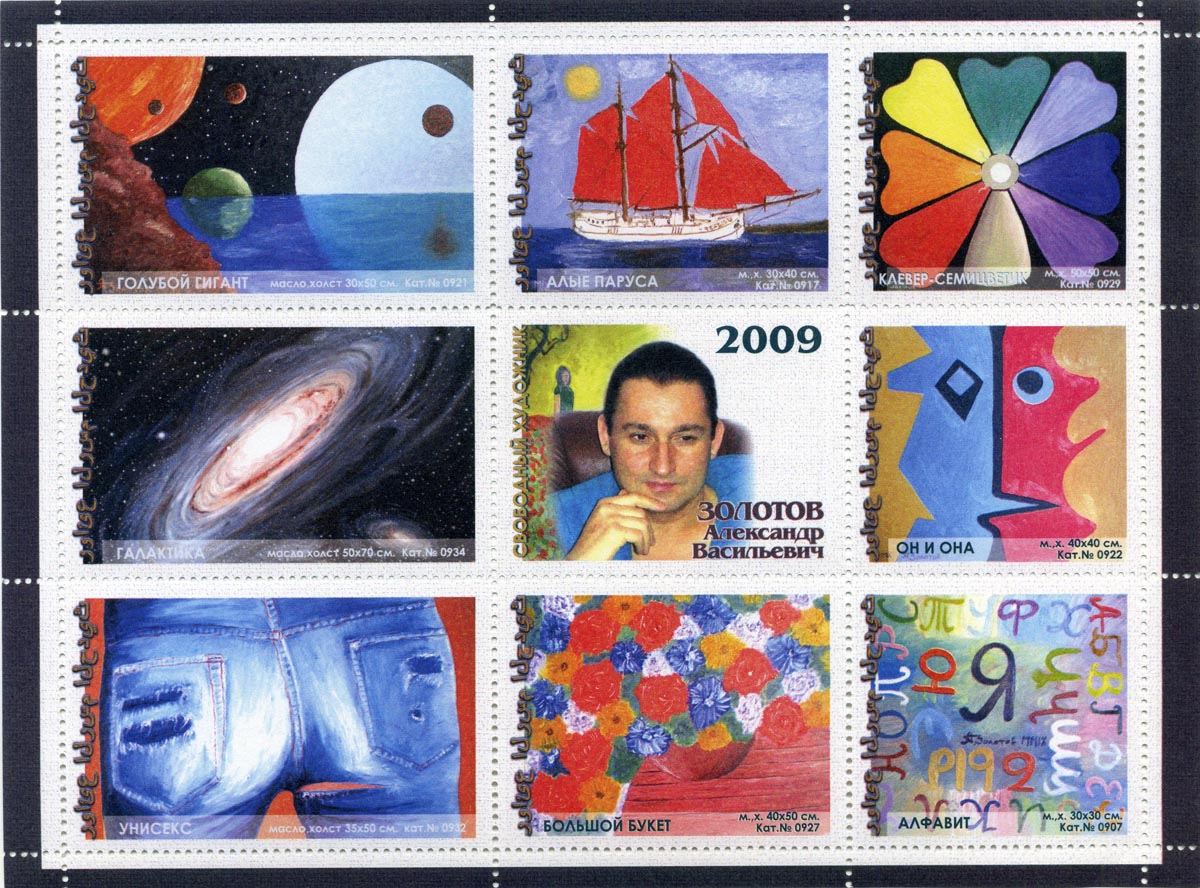
"صحيفة طوابع الاصدار المطبعي" لألكسندر زولوتوف، 2009

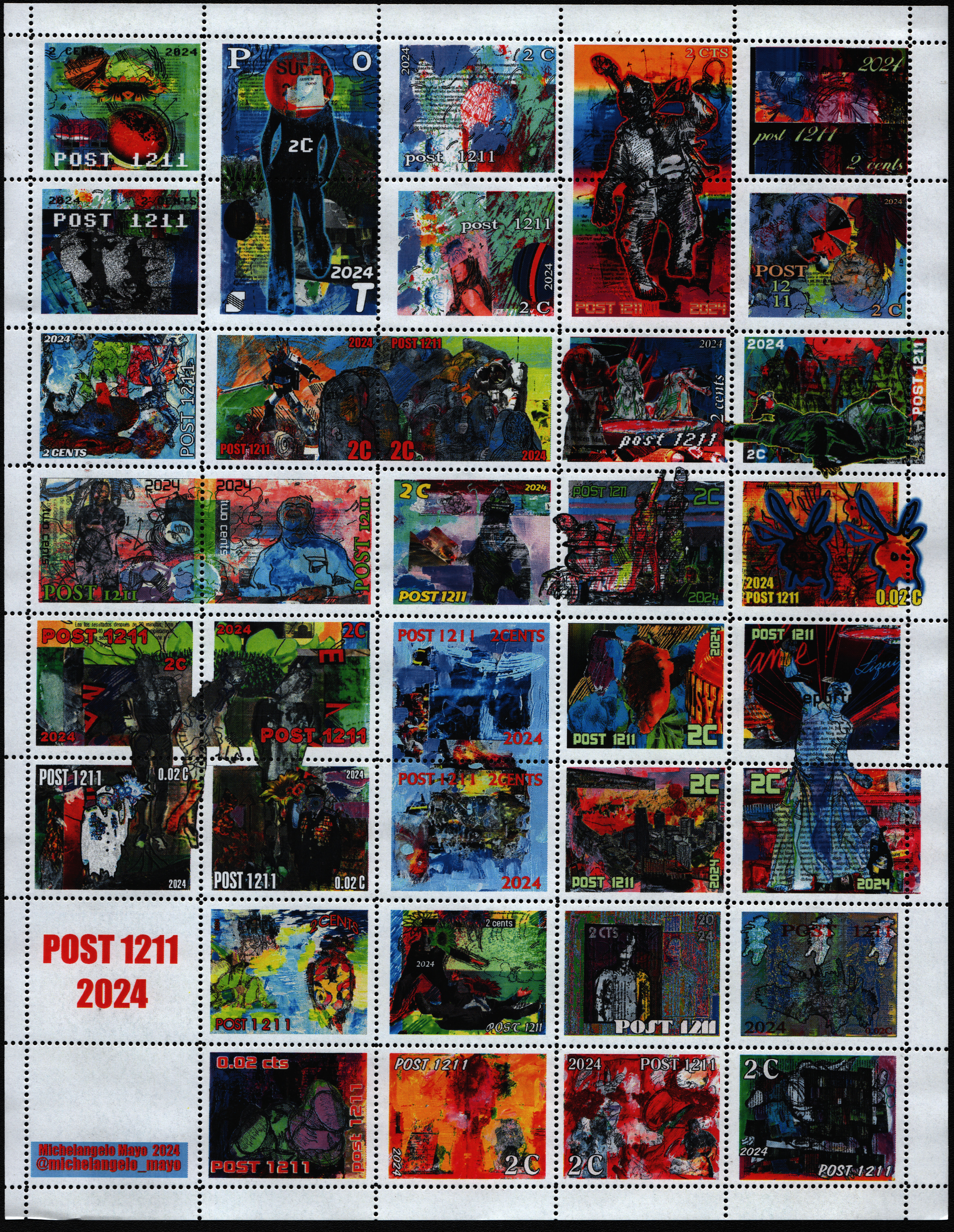
إصدار كتاب "Artistamp" عن طريق البريد الفني رقم 1211. تمت طباعة الورقة باستخدام طابعة ليزر وتم ثقبها باستخدام مثقب "Whizbang".

تُصنع وتصمم لوحات "الطابع الفني" كأعمال فنية فريدة، أو بإصدارات محدودة، أو كمنتج يُطبع بكميات كبيرة. وقد أُنتجت هذه اللوحات بأشكال متعددة، مثل تصميم واحد لكل ورقة، أو تصاميم متعددة لكل صفحة، أو كأوراق مصغّرة ذات إطار مزخرف أو شامل، أو في كتيبات، أو بأي شكل أو حجم يختارهُ الفنان.
قد تشمل تقنيات إنتاج الطوابع الفنية ثقب الورق ليشبه الختم المثقب التقليدي، بالإضافة إلى وضع مادة لاصقة على ظهره. كما يُستخدم ورق ذاتي اللصق. يمكن رسم الصورة المرسومة على الختم يدويًا أو تلوينها، أو طباعتها بالحجر أو الأوفست، أو تصويرها، أو نسخها، أو حفرها، أو نقشها، أو طباعتها بالشاشة الحريرية، أو ختمها بالمطاط، أو إنتاجها على طابعة رقمية نافثة للحبر أو ليزر. وبينما يُترك اختيار طريقة الإنتاج للفنان بالكامل، فإن المبدعين الذين يستخدمون الطوابع المطاطية حصريًا أو بشكل أساسي يتعرضون أحيانًا لازدراء من قِبل أعضاء مجتمع الطوابع الفنية، حيث يُطلق بعضهم على هؤلاء المنتجين لقب "مُصنّعي الطوابع".
ساهم الحاسوب الشخصي، والطابعة الشخصية، وآلة النسخ الملونة في تعميم وسائل إنتاج الطوابع الفنية. ليس من قبيل المصادفة أن الطفرة في إنتاج طوابع Artistamp في أوائل الثمانينيات تزامنت مع تطور آلات النسخ الملونة وانتشار استخدامها على نطاق واسع، وأن طفرة مماثلة أعقبت انتشار الحواسيب الشخصية والطابعات الملونة منخفضة التكلفة. ومع ذلك، فإن نقص آلات الثقب العملية والمتوفرة على نطاق واسع والرخيصة وسهلة المنال حدّ من عدد الفنانين القادرين على ابتكار نسخ مقلدة مقنعة من الطوابع المثقبة التقليدية.
يُطبّق صانعو طوابع Artistamp أحيانًا نقشًا على الطوابع عند لصقها على الأغلفة؛ كما توجد أغلفة خاصة باليوم الأول من إصدارها.
شهد انتشار الإنترنت تطور مفهوم ما يُسمى بالختم الإلكتروني، وهو صورة رقمية تشبه الطوابع، مصممة أساسًا لعرضها عبر الإنترنت، وغالبًا ما تُرسل عبر البريد الإلكتروني. كما تتيح الطوابع الإلكترونية استخدام الصور المتحركة. إلا أن اعتبار الصورة الرقمية "ختمًا" مسألة خلافية.
غالبًا ما يستخدم الفنانون العاملون في مجال فن الطوابع آلات ثقب ذات خطوط ثابتة كجزء من عملية الإبداع. أكثر هذه الآلات عمليةً وشعبيةً هي أجهزة مصنوعة من الحديد الزهر تعمل بدواسة، صُنعت بدايةً من ثمانينيات القرن التاسع عشر من قِبل شركات تصنيع معدات التجليد مثل شركة إف. بي. روسباك وشركة لاثام للآلات. كما أنتجت شركة روسباك آلات ثقب للطاولات، لكن النماذج المتبقية نادرة للغاية. وقد أثبتت الطرق الأخرى لثقب الورق لتشبه أوراق الطوابع عدم فعاليتها بشكل عام. وتشمل هذه الطرق البديلة استخدام ماكينات الخياطة، وقواطع الخياطة، وقواطع الجلد، والإبر البيطرية المعدلة، والمقصات المتخصصة. يبيع بعض مالكي آلات الثقب التي تعمل بالدواسات أو الآلية ورقًا مثقوبًا مسبقًا ويقدمون خدمات الثقب مقابل رسوم.
في عام 2018، أطلق مصمم الطوابع البريدية وعاشق فن البريد، نيكو كورتيليس، شركة بورتلاند للطوابع مع شركائه في شركة بلازم. وأتاح ذلك للفنانين شراء طوابع فارغة ومثقوبة ولصقها، أو طباعة أعمالهم الفنية على طوابع مخصصة على نطاق أوسع. وفي مجلة "برينت"، وصف ناقد التصميم ستيفن هيلر عمل شركة بورتلاند للطوابع بأنه "يصنع الطوابع بالطريقة التقليدية - باستخدام الثقوب واللصق".
في عامي 2005 و2006، قام فنيّ يعمل تحت اسم "دكتور أركان" (أدريان ويست) بتصنيع وبيع حوالي 20 مثقبًا من طراز "ويزبانج". كانت هذه الأجهزة المكتبية تعمل بكفاءة، ولكن ورد أنها كانت هشة. في عام 2020، عرض دكتور أركان عشرة إصدارات مُحدّثة من مثقب "ويزبانج" للبيع في منتدى الاتحاد الدولي لفناني البريد (IUOMA). يتميز المثقب الجديد بإطار معدني متين حل محل تصميمات الإطارات الخشبية لإصداري 2005 و2006.